# ریبر (دژ)
ریبر یک دژ واقع در انگلستان می‌باشد. ساخت این قلعه در ۱۸۶۲ میلادی به پایان رسید.